# Gabernik
Gabernik je naselje v Občini Slovenska Bistrica.